# جمهورية فلورنسا
جمهورية فلورنسا أو الجمهورية الفلورنتينية (بالإيطالية: Repubblica di Firenze أو Repubblica Fiorentina) هي دولة قامت في العصور الوسطى والعصر الحديث المبكر، وكانت متمركزة حول مدينة فلورنسا الإيطالية في إقليم توسكانا. نشأت تلك الجمهورية لأول مرة في عام 1115 عندما ثار الشعب الفلورنتيني على مرغرافية توسكانا عقب وفاة الكونتيسا ماتيلدي التي حكمت مساحات شاسعة من الأراضي من ضمنها فلورنسا. أسس شعب فلورنسا حكومة بلدية لتحل محل الدولة التي سبقتها. حُكمت تلك الجمهورية من قبل مجلس يُعرف بسينورية فلورنسا. والشخص المسؤول عن اختيار أعضاء هذا المجلس هو الغونفالونييري (الحاكم الاسمي للمدينة) الذي يُنتخب كل شهرين من قبل أعضاء جمعية فلورنسا.
شهدت جمهورية فلورنسا تاريخًا متشابكًا من الانقلابات والانقلابات المضادة على عدة فصائل مختلفة. تمكنت أسرة ميديشي من حكم المدينة في عام 1434 بقيادة كوزيمو دي ميديشي. حافظ آل ميديشي على نفوذهم وسيطرتهم على فلورنسا حتى عام 1494. وفي عام 1512 غزا جوفاني دي ميديشي (لُقب لاحقًا بالبابا ليو العاشر) جمهورية فلورنسا واستعاد حكم آل ميديشي.
رفضت فلورنسا حكم آل ميديشي للمرة الثانية عام 1527 في حرب عصبة كونياك. استعاد آل ميديشي سيطرتهم على فلورنسا من جديد في عام 1531 بعد حصار دام 11 شهرًا. أُسست حكومة فلورنسا الجمهورية في عام 1532 عندما عين البابا كليمينت السابع أليساندرو دي ميديشي «دوق الجمهورية الفلورنتينية»، ما جعل نظام الحكم في تلك «الجمهورية» نظامًا ملكيًا بالوراثة.
خلال تاريخ الجمهورية، كانت فلورنسا قوة ثقافية واقتصادية وسياسية وفنية مهمة في أوروبا. كانت عملتها المعدنية، الفلورين، هي العملة التجارية المهيمنة في أوروبا الغربية للمعاملات، واسعة النطاق، وأصبح يتم تقليدها على نطاق واسع في جميع أنحاء القارة. خلال الفترة الجمهورية، كانت فلورنسا أيضًا مهد عصر النهضة، الني يعتبر فترة مزدهرة من "النهضة" الثقافية والفنية والسياسية والاقتصادية الأوروبية.

## تاريخ

### خلفية
أسس يوليوس قيصر مدينة فلورنسا في عام 59 قبل الميلاد. وفي عصر ما قبل وفاة الكونتيسا ماتيلدي عام 1115 كانت تلك المدينة جزءًا من مرغرافية توسكانا التي أُسست في عام 846. لم ترضخ المدينة طوعًا للخليفة الحاكم رابودو (دام حكمه من عام 1116 إلى 1119) الذي قُتل جراء نزاع داخل المدينة. وما يزال تاريخ تأسيس حكومة جديدة مستقلة عن المرغرافية أمرًا مجهولًا. كُتبت أول وثيقة تشير إلى فلورنسا باسم جمهورية فلورنسا إلى عام 1138 عندما شكلت عدة مدن محيطة بتوسكانا اتحادًا مضادًا لحكم هاينريش العاشر، دوق بافاريا، إذ كانت إيطاليا في ذلك الوقت جزءًا اسميًا من الإمبراطورية الرومانية المقدسة.
طبقًا لدراسة قام بها إنريكو فايني من جامعة فلورنسا، هاجرت 15 عائلة أرستقراطية قديمة إلى فلورنسا في الفترة من عام 1000 إلى 1100، وهم: آل أميديه، أردينغي، برونيلليسكي، بونديلمونتي، كابونساكي، دوناتي، فيفانتي، غيرارديني، جودي، نيرلي، بورشيللي، ساكيتي، سكولاري، أوبيرتي، وآل فيزدوميني.

### القرن الثاني عشر
ازدهرت فلورنسا في القرن الثاني عشر وعم الرخاء فيها بفضل حركة التجارة الواسعة بينها وبين البلاد الأجنبية. مهد هذا الرخاء الاقتصادي إلى نمو عدد سكان المدينة الذي تجلى في زيادة معدل بناء الكنائس والقصور. تحطم الرخاء الاقتصادي الذي تمتعت به فلورنسا على يد الإمبراطور فريدريك الأول بارباروسا الذي غزا شبه الجزيرة الإيطالية في عام 1185. ونتيجة لذلك، استعاد حكام توسكانا سيطرتهم على فلورنسا وأراضيها. فرض سكان فلورنسا استقلالهم من جديد عقب وفاة الإمبراطور الروماني المقدس، هاينريش الحادي عشر، عام 1197.

### القرن الثالث عشر
ظل عدد سكان فلورنسا يتصاعد في القرن الثالث عشر حتى وصل إلى 30,000 نسمة. وكما قيل من قبل، ساهمت زيادة السكان في النمو الاقتصادي وحركة التجارة، والعكس بالعكس. بُنيت عدة جسور وكنائس جديدة، ومن أبرزها كاتدرائية سانتا ماريا ديل فيوري، التي بُنيت في عام 1294. تمثل البنايات التي تعود إلى تلك الحقبة التاريخية أفضل أمثلة شاهدة على الطراز المعماري القوطي. أما من الناحية السياسية، فقد كانت فلورنسا بالكاد قادرة على حفظ السلام بين الفصائل المختلفة المتخاصمة. اختل السلام المتزعزع الذي نعمت به المدينة في بداية القرن في عام 1216 عندما شنت فصيلتان يُعرفان بالغويلفيين والغيبلينيين حربًا على بعضهما بعضًا. كان الغيبلينيون مؤيدين لحكام فلورنسا النبلاء، بينما اتخذ الغويلفيون موقفًا شعبويًا.
في عام 1250، تخلص الغويلفيون من الغيبلينيين الذين حكموا فلورنسا في عهد فريدريك الأنطاكي منذ عام 1244. واصلت فلورنسا ازدهارها على يد الغويلفيين، وسرعان ما صار توجههم المركنتيلي واضحًا بدليل أحد أقدم إنجازاتهم: إدخال عملة معدنية جديدة تُدعى «الفلورين» إلى فلورنسا في عام 1252. اُستخدمت تلك العملة على نطاق واسع خارج حدود فلورنسا نظرًا لاحتوائها على كمية ثابتة من الذهب، وسرعان ما أصبحت أكثر عملة منتشرة في أوروبا والشرق الأدنى. شهد عام 1252 كذلك إنشاء قصر الشعب (Il Palazzo del Popolo). سقطت فلورنسا من يد الغويلفيين عقب الهزيمة النكراء التي حاقت بهم في معركة مونتابيرتي على يد جمهورية سيينا في عام 1260، ونتيجة لذلك استعاد الغيبلينيون سيطرتهم على فلورنسا، ودمروا العديد من إنجازات الغويلفيين، ومن بينها مئات الأبراج والبيوت والقصور. أدت هشاشة حكم الغيبلينيين إلى التماسهم البابا كيلمنت الرابع ليحكم فيما بينهم، ورجح البابا كفة الغويلفيين وأعادهم للحكم.
وصل اقتصاد فلورنسا إلى ذروته في النصف الأخير من القرن الثالث عشر، وانعكس نجاحه في إنشاء قصر فيكيو الشهير الذي صممه أرنولفو دي كامبيو. قُسمت أراضي فلورنسا إلى أحياء إدارية في عام 1292. وفي عام 1293، سُنت مراسيم العدالة التي أضحت الدستور الفعلي لجمهورية فلورنسا طيلة عصر النهضة الإيطالي. أُحيطت قصور فلورنسا الفاخرة ببيوت سكنية خاصة بطبقة التجار الأثرياء. وفي عام 1298، أفلست عائلة بونسينيوري من سيينا – أحد أقدم عائلات المال في أوروبا – وفقدت بذلك سيينا منزلتها لصالح فلورنسا باعتبارها أهم مركز مالي في أوروبا.

### القرن الرابع عشر
في عام 1304، أدت الحرب التي دارت بين الغيبلينيين والغويلفيين إلى حريق هائل دمر معظم أجزاء المدينة. وما يلي هو رواية المؤرخ هنري إدوارد نابيير لتلك الحادثة:
«نشبت العداوة في البداية بين آل شيركي وآل جوني في بيوتهم الواقعة في درب غاربو. قاتلت هاتان العائلتان بعضهما بعضًا ليلًا ونهارًا، واستطاعت الأولى أن تخضع الحي لسيطرتها بمساعدة آل كافالكانتي وأنتيليزي، وانضم لعصبتهم ألف رجل قروي. ولكان هذا اليوم شاهدًا على نهاية آل نيري لولا وقوع كارثة غير متوقعة أدت إلى انقلاب الموازين. فقد وافق كاهنٌ فاسقٌ يُدعى نيري أباتي على إضرام النيران في بيوت ذوي القربى في أورتو سان ميشيل. انتشرت النيران كالهشيم في أكثر أجزاء فلورنسا ثراءًا وأكثرها تكدسًا: المتاجر، والمستودعات، والأبراج، والمساكن الخاصة، والقصور. أضرمت النيران في الأسواق الجديدة والقديمة على حد سواء، وانتشرت من فاككيريتشيا إلى بورتا سانتا ماريا وإلى بونتي فيكيو. التهمت النيران 1900 بيت أو يزيد. غرقت المدينة في النهب والسلب دون وازع، وأضحى أفراد أكثر العائلات ثراءًا فقراء في يوم وليلة، ودُمرت مخازن أغنى التجار الشاسعة. شاهدت عائلة كافالكانتي – أغنى عائلة في فلورنسا – ممتلكاتها وهي تحترق، وفقدت بذلك كل ما لها من جسارة، ولم يجرؤ أحد منهم أن ينقذها من الدمار.

– هنري إدوارد نابيير، تاريخ فلورنسا، ص. 394
كانت عملة الفلورين الذهبية أول عملة أوروبية ذهبية متوفرة بكميات كافية ليكون لها دور تجاري حيوي في أوروبا منذ القرن السابع. ونظرًا إلى أن بيوت المال في فلورنسا كانت تمتلك عدة فروع لها في جميع أرجاء أوروبا، أضحت عملة الفلورين عملة التجارة المهيمنة على سوق المقايضات الكبيرة في أوروبا الغربية، واستبدلت بذلك سبائك الفضة التي كانت تزن 8 أونصات (226.8 جرام) أو مضاعفاتها.

### القرن الخامس عشر

#### جمهورية سافونارولا
بدأت الفترة الثانية سنة 1494 ، في السنة التي طرد فيها الفلورنسيون بييرو الثاني دي ميديشي المتهم بالخضوع لإملاءات الملك الفرنسي شارل الثامن. استـُعـِيدت الجمهورية في فلورنسا سنة 1494 إثر الإطاحة بالحكم الميديشي التي قادها وأوحى بها جيرولامو سافونارولا (1452-1498) ، وهو راهب دومنيكاني.
فعند وفاة حاكم فلورنسا لورينزو الرائع في عام 1492 كانت المدينة مأخوذة بعظات سافونارولا.
و في سبتمبر من عام 1494 بدأ شارل الثامن حملة عسكرية على إيطاليا، بدافع الرغبة في توسيع نفوذه.
في فلورنسا، قبـِل حاكمها الجديد بييرو دي ميديشي بطلبات الفرنسي شارل الثامن الـُمشـِطة (تنازل عن أراضي ميديشي في بيزا وسارزانا وليفورنو) ، فأطاحت به ثورة شعبية أعادت الجمهورية.
من عام 1502 كان الغونفالونييري (منصب مدى الحياة) بيير سوديريني . استمرت الجمهورية الفاقدة لمبررها الأخلاقي والسياسي حتى سنة 1512 ، عندما استطاع الكاردينال جوفاني دي ميديشي ابن لورينزو الرائع العودة إلى فلورنسا بفضل دعم البابا يوليوس الثاني والرابطة المقدسة : اجتاح جيش أسباني تحت قيادة رامون دي كاردونا موجيلو و استباح براتو وكامبي بيزنسيو بشكل رهيب. استسلم الفلورنسيون حيال هذا التدمير، وقبلوا عودة آل ميديشي.

### القرن السادس عشر

#### جمهورية العام 1527
بدأت حكومة الجمهورية الثالثة في 16 مايو عام 1527 بعد نشوء أزمة خطيرة في العلاقة بين البابا كليمنس السابع (جوليو دي ميديشي) كبير سلالة ميديشي والإمبراطور شارل الخامس والتي انتهت بنهب روما. أحس الفلورنسيون أن الوقت قد حان للإطاحة بالميديشيين واستعادة الجمهورية. و لكنها لم تدم إلا ثلاث سنوات بهزيمتها سنة 1530 فقط على يد القوات الإسبانية (بحصار فلورنسا) إثر التوافق بين كليمنس السابع وشارل الخامس، وعلى الرغم من الدفاع البطولي عن المدينة الذي ساهمت فيه مختلف الأوساط حتى فرانشيسكو فيروتشي ومايكل أنجلو .
بسقوط المدينة، عاد الحكم الميديشيين مع ألساندرو دي ميديشي (الابن غير الشرعي للورينزو الثاني ، و يـُشك في أنه كان ابن البابا كليمنس السابع نفسه) و الذي صارت صفته في عام 1532 دوق فلورنسا.